# Krummendorf (Rostock)
Krummendorf – dzielnica miasta Rostock w Niemczech, w kraju związkowym Meklemburgia-Pomorze Przednie. 